# Байпаков, Абилкаир Жанаевич
Абилкаир Жанаевич Байпаков (каз. Әбілқайыр Жаңайұлы Байпақов; род. 21 мая 1978, п. Шетпе, Мангистауский район, Мангистауская область, Казахская ССР) — казахстанский государственный деятель. Аким города Актау (с 16 июля 2024).

## Биография
Родился 21 мая 1978 года в посёлке Шетпе Мангистауского района Мангистауской области.

### Образование
В 1999 году окончил Актауский государственный университет имени Ш. Есенова по специальности «учитель истории», в 2003-м — Международную академию труда по специальности «государственное и местное управление».
В 2001—2002 гг. служил в вооружённых силах Республики Казахстан.

### Трудовая деятельность
Трудовой путь начал в 1999 году преподавателем кафедры истории и философии Актауского университета им. Ш. Есенова.
В 2000—2001 гг. — ведущий специалист Мангистауского областного Управления информации и общественного согласия.
В 2002—2004 гг. — начальник организационно-методического отдела Департамента внутренней политики Мангистауской области.
В 2004—2005 гг. — помощник акима города Актау.
В 2005—2006 гг. — первый заместитель председателя Актауского городского представительства Мангистауского областного филиала Республиканской политической партии «Отан».
С января по сентябрь 2006 года — руководитель аппарата акима города Актау.
В 2006—2007 гг. — аким села Баянды Мунайлинского района.
В 2007—2010 гг. — директор Департамента АО «НК «СПК «Каспий».
В 2010—2012 гг. — заведующий отделом организационно-партийной работы Мангистауского областного филиала Народно-Демократической партии «Нұр Отан».
В 2012—2020 гг. — начальник отдела кадров ТОО «СП «CASPI BITUM».
В 2020—2023 гг. — заместитель акима города Актау.
В 2023—2024 гг. — руководитель управления культуры, развития языков и архивного дела Мангистауской области.
С 16 июля 2024 года — аким города Актау.

## Семья
Женат, воспитывает пятерых детей.